# Maladie génétique du métabolisme des glucides
 Mise en garde médicale
Les maladies génétiques du métabolisme des glucides comprennent les maladies en rapport avec une anomalie du métabolisme des glucides par défaut du fonctionnement enzymatique d'un des enzymes. Cette anomalie est secondaire à un défaut du gène codant l'enzyme impliqué :
- métabolisme du glycogène ou glycogénose. Comme le glycogène est le carburant musculaire, beaucoup de ces maladies se manifestent comme des maladies musculaires ou myopathies. Les myopathies en rapport avec une anomalie du métabolisme du glycogène font partie des myopathies métaboliques ;
- métabolisme des autres glucides.

## Glycogénoses
Il existe dans les sites de références de légères différences de dénomination concernant les noms des types de glycogénoses. Seule est importante la référence OMIM.
| Nom                                                  | Tramsmission    | OMIM   | Chromosome Locus | Enzyme                                  |
| ---------------------------------------------------- | --------------- | ------ | ---------------- | --------------------------------------- |
| Glycogénose type 0                                   | Récessive       | 240600 | 12 p12.2         | Glycogène synthase hépatique            |
| Glycogénose type 1 Maladie de Von Gierke             | Récessive       | 232200 | 2 q21            | Glucose-6-phosphatase                   |
| Glycogénose type 1B                                  | Récessive       | 232220 | 11 q13           | Transporteur du glucose-6-phosphatase   |
| Glycogénose type 1C                                  | Récessive       | 232220 | 11 q13           | Transporteur du glucose-6-phosphatase   |
| Glycogénose type 2 Maladie de Pompe                  | Récessive       | 232300 | 17 q25.2-q25.3   | Alpha-1,4-glucosidase acide             |
| Glycogénose type 2B Maladie de Danon                 | Récessive à l'X | 300257 | X p21.3-p21.2    | Lysosomal-Associated Membrane Protein 2 |
| Glycogénose type 3 Maladie de Cori Maladie de Forbes | Récessive       | 232400 | 1 p21            | Amylo-1,6 glucosidase                   |
| Glycogénose type 4 Maladie d'Andersen                | Récessive       | 232200 | 3 p12            | Enzyme branchante                       |
| Glycogénose type 5 Maladie de Mc Ardle               | Récessive       | 232600 | 11 q13           | Myophosphorylase                        |
| Glycogénose type 6 Maladie de Hers                   | Récessive       | 232700 | 14 q21-q22       | Phosphorylase hépatique                 |
| Glycogénose type 7 Maladie de Tarui                  | Récessive       | 232800 | 12 q13.3         | Phosphofructokinase musculaire          |
| Glycogénose type 8                                   | Récessive à l'X | 306000 | X p22.1-p22.2    | Phosphorylase kinase hépatique          |
| Déficit en phosphorylase kinase                      | Récessive       | 261750 | 16 q12-q13       | Phosphorylase kinase                    |
| Glycogenose de Bickel Fanconi                        | Récessive       | 227810 | 3 q26.1-q26.3    |                                         |

## Autres glucides
| Nom                     | Tramsmission | OMIM   | Chromosome Locus | Enzyme                                   |
| ----------------------- | ------------ | ------ | ---------------- | ---------------------------------------- |
| Intolérance au fructose | Récessive    | 229600 | 9 q22.3          | Fructose-1-phosphate aldolase            |
| Fructosurie essentielle | Récessive    | 229800 | 2 p23.3-p23.2    | Fructokinase hépatique                   |
| Galactosémie            | Récessive    | 230400 | 9 p13            | Galactose-1-phosphate uridyl transférase |
| Galactosémie type III   | Récessive    | 230350 | 1 p36-p35        | UDP-galactose-4-épimérase                |
| Galactosémie type II    | Récessive    | 230200 | 17 q24           | Galactokinase                            |
| Hyperglycérolémie       |              | 307030 | X p21.3-p21.2    | Glycérol-kinase                          |

## Sources
- (en) Glycogénose
- (en) Autres glucides
- (fr) Association francophone des glycogénoses